# Wabcz
Wabcz – wieś w Polsce położona w województwie kujawsko-pomorskim, w powiecie chełmińskim, w gminie Stolno.

## Podział administracyjny
W latach 1939–1945 położona była w okręgu Rzeszy Gdańsk-Prusy Zachodnie, w rejencji bydgoskiej (Regierungsbezirk Bromberg), w powiecie Chełmno (Kreis Kulm).
W latach 1975–1998 miejscowość administracyjnie należała do województwa toruńskiego.

## Demografia
Według Narodowego Spisu Powszechnego (2021) wieś liczyła 505 mieszkańców. Jest trzecią co do wielkości miejscowością gminy Stolno.

## Położenie
Przez wieś przechodzi droga krajowa nr 55.

## Zabytki

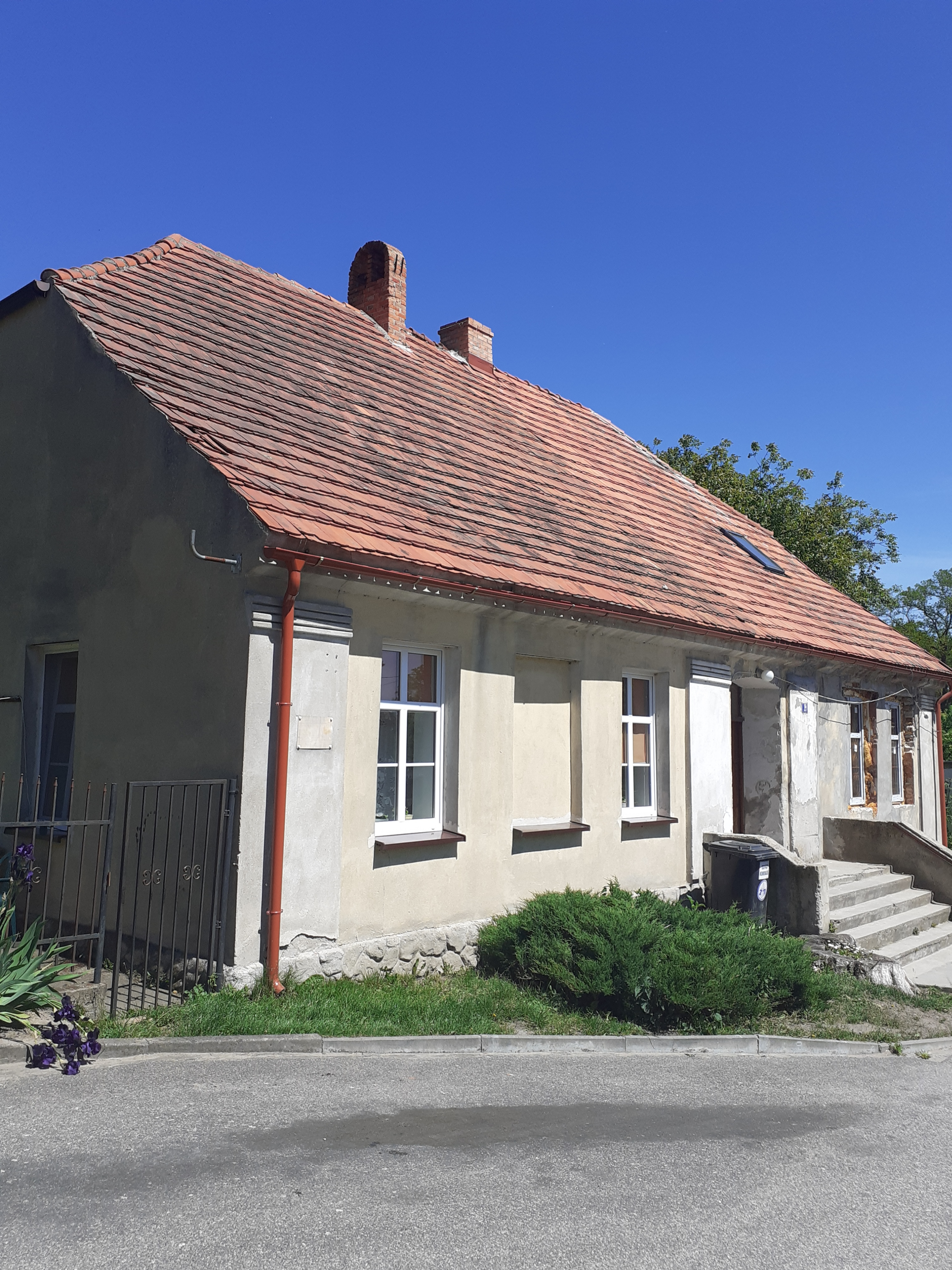
Budynek starej szkoły w Wabczu z początku XIX w., pierwotnie karczma.

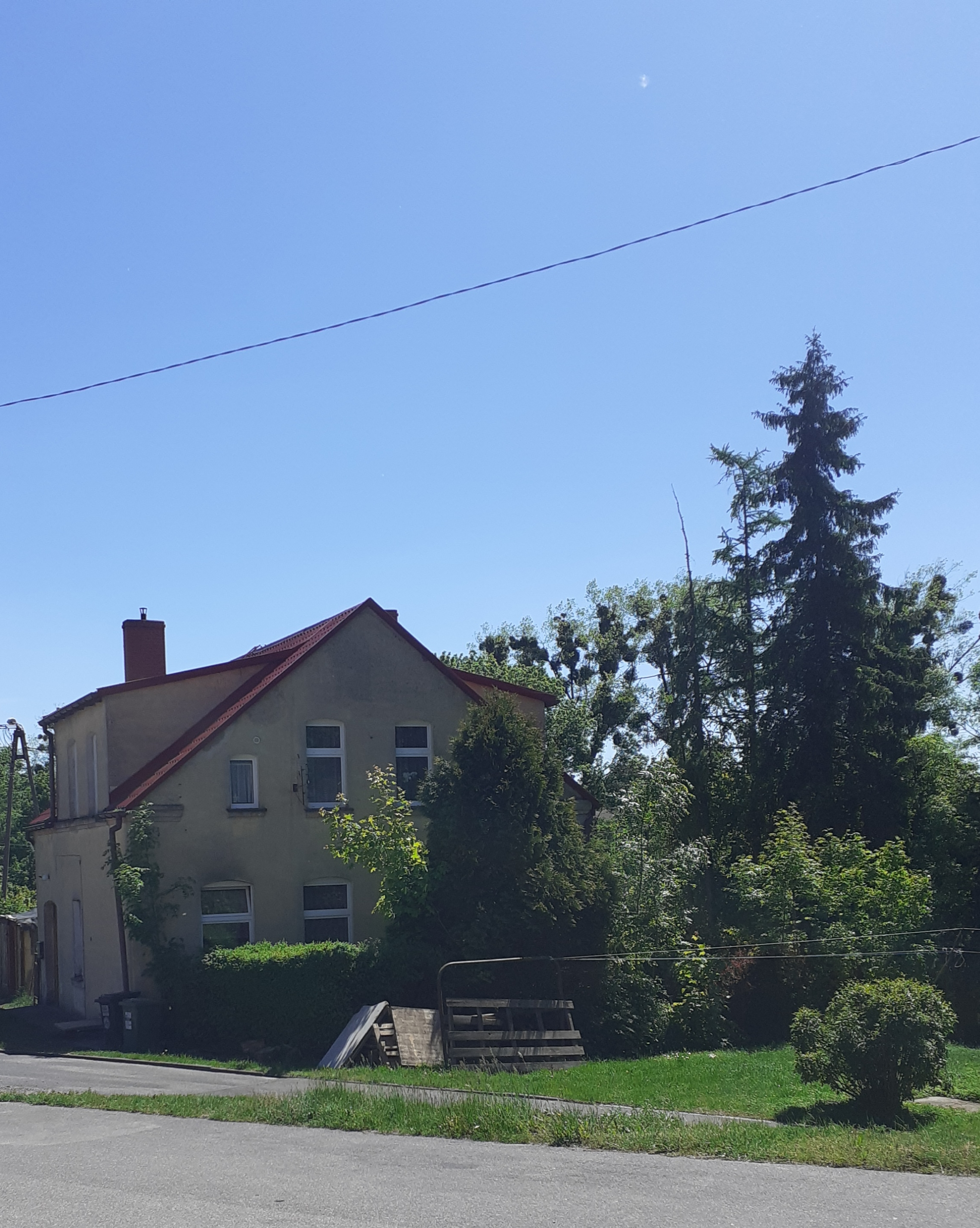
Dom z początku XX w., dawna szkoła

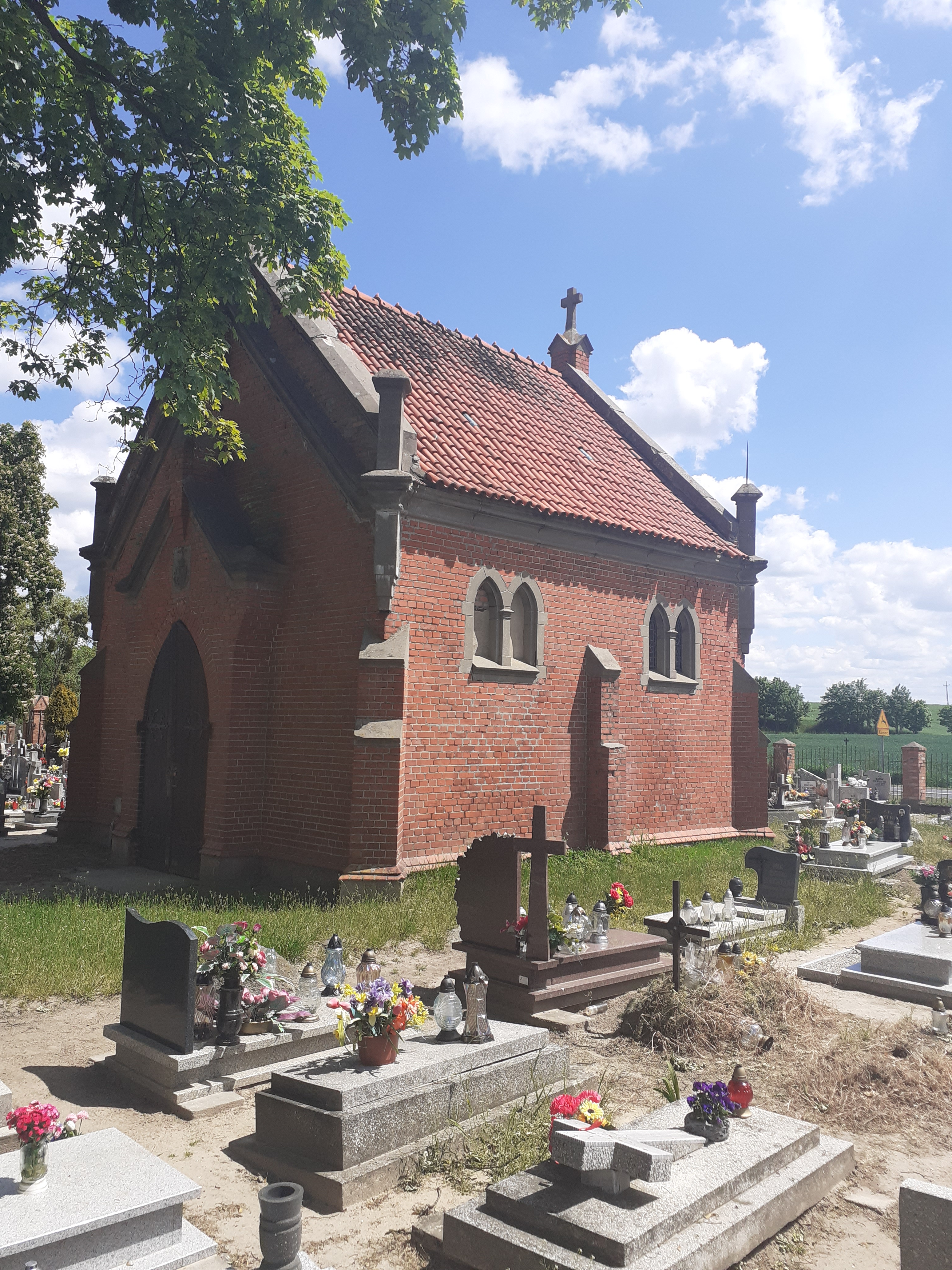
Kaplica grobowa Slaskich z XIX w. Pochowany w niej był Witold Slaski i jego matka Helena Slaska z domu Graeve.

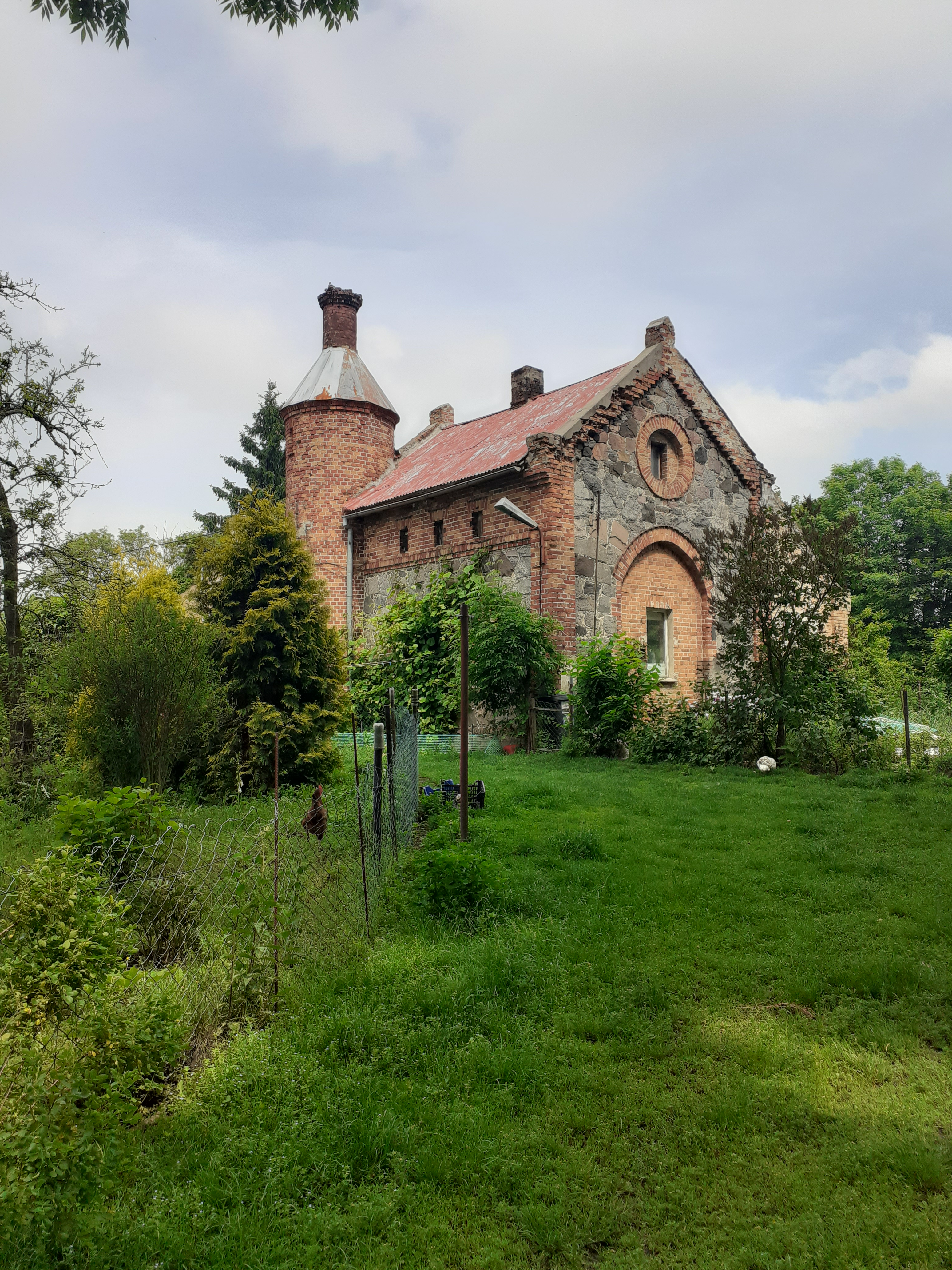
Stara gorzelnia z XIX w.

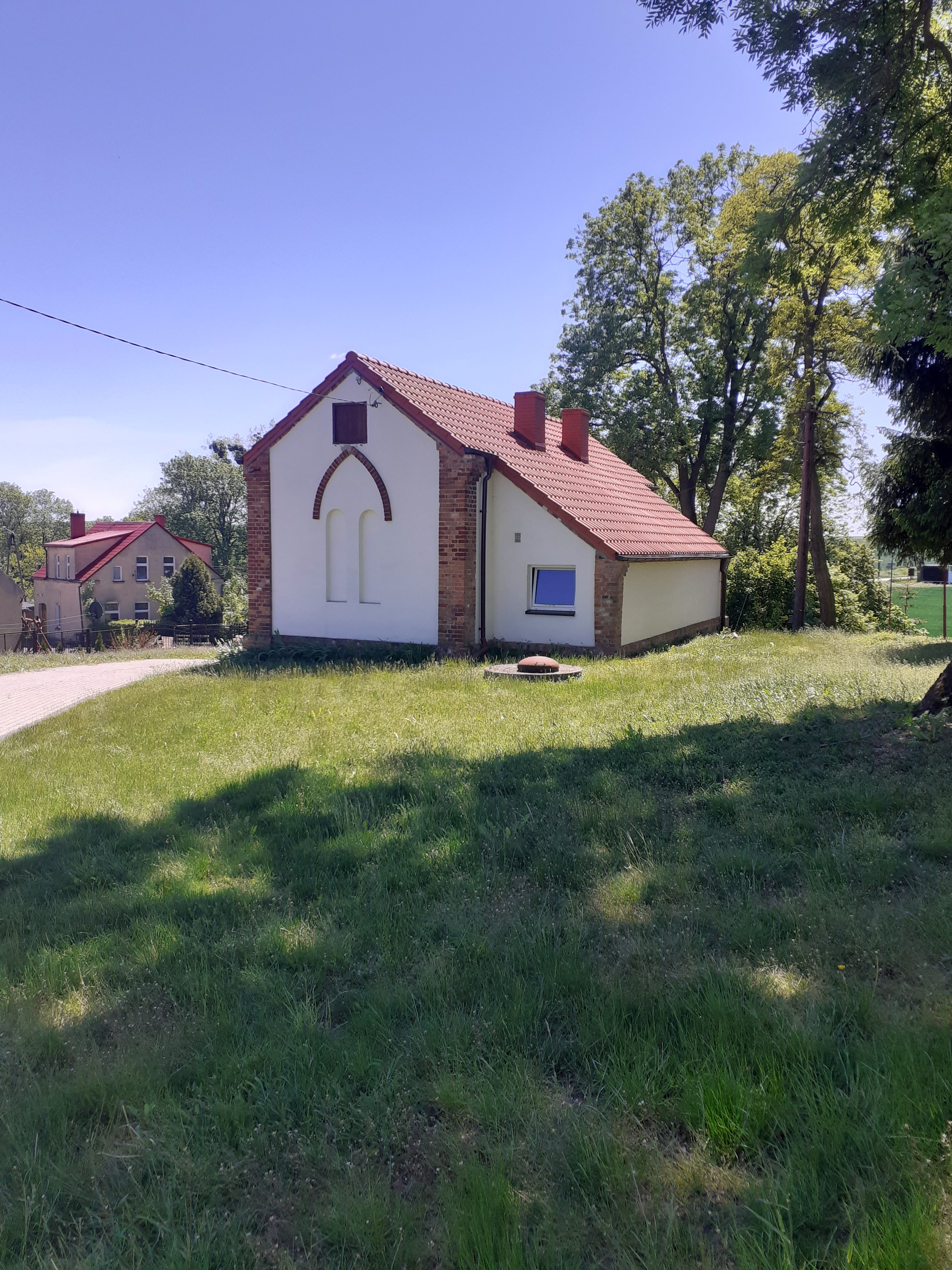
Organistówka z XIX w.

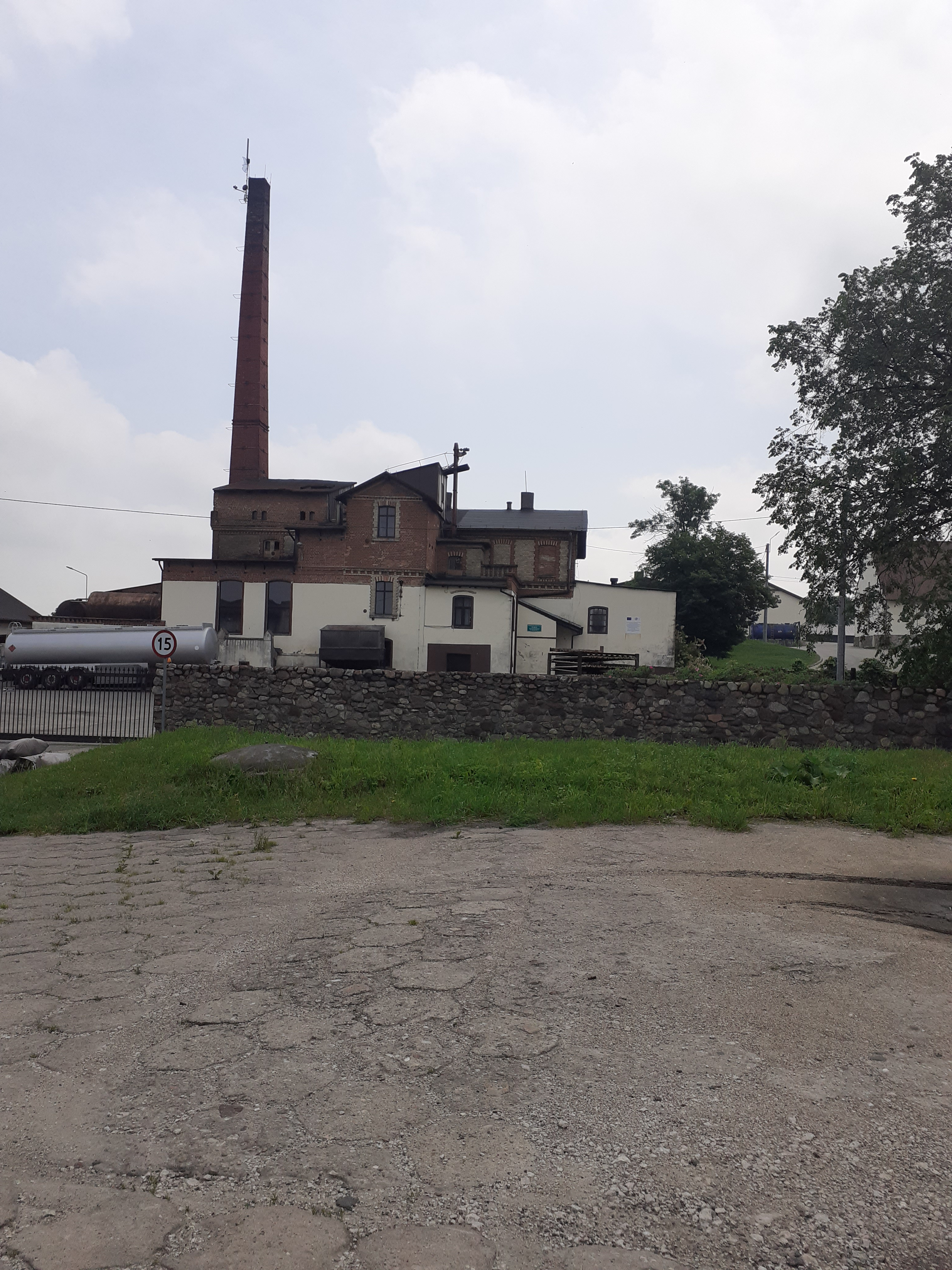
Druga gorzelnia z 1909, po jej prawej stronie jest spichlerz z połowy XIX w.

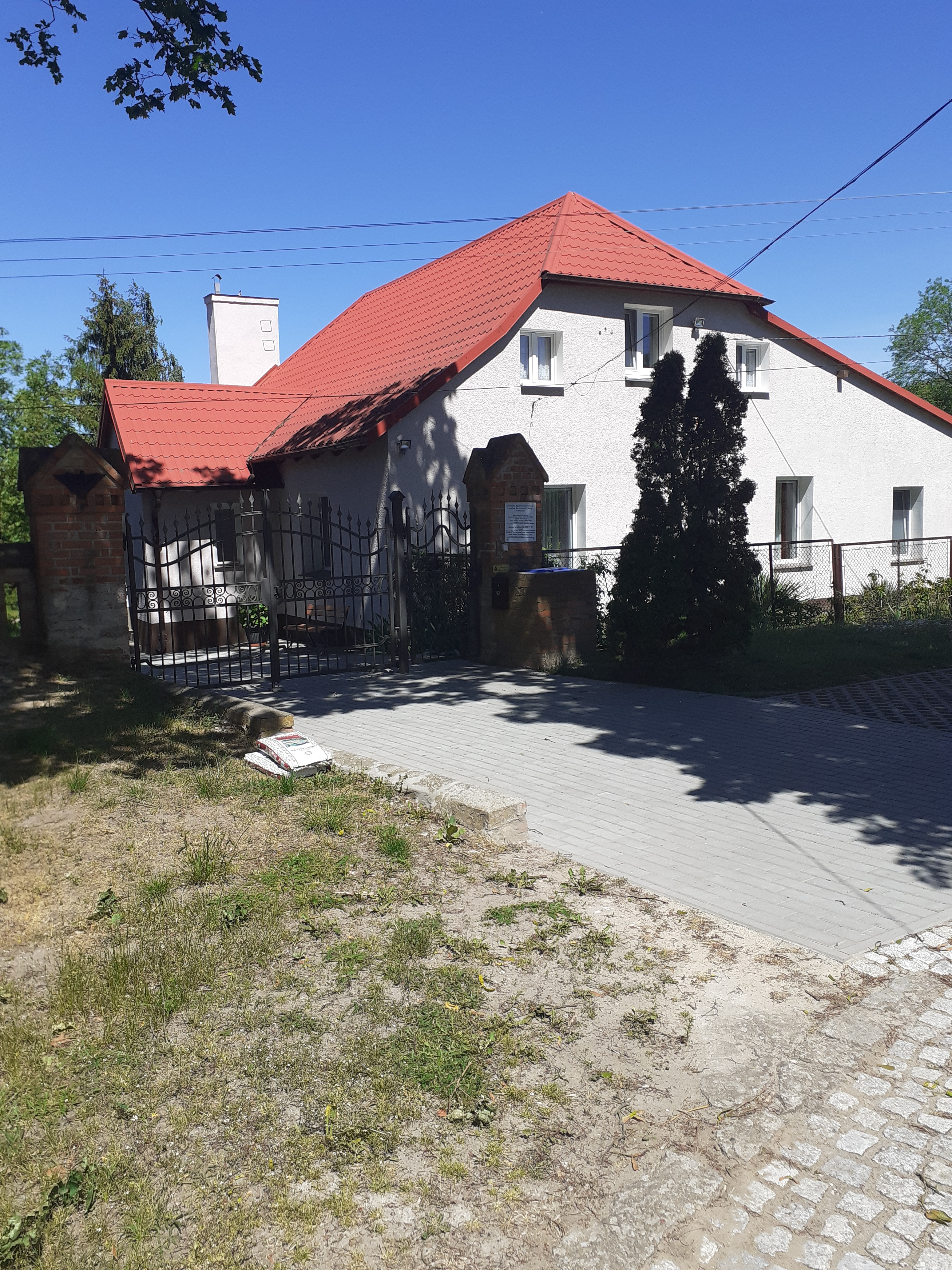
Plebania z XIX wieku, przebudowana na początku XXI w.

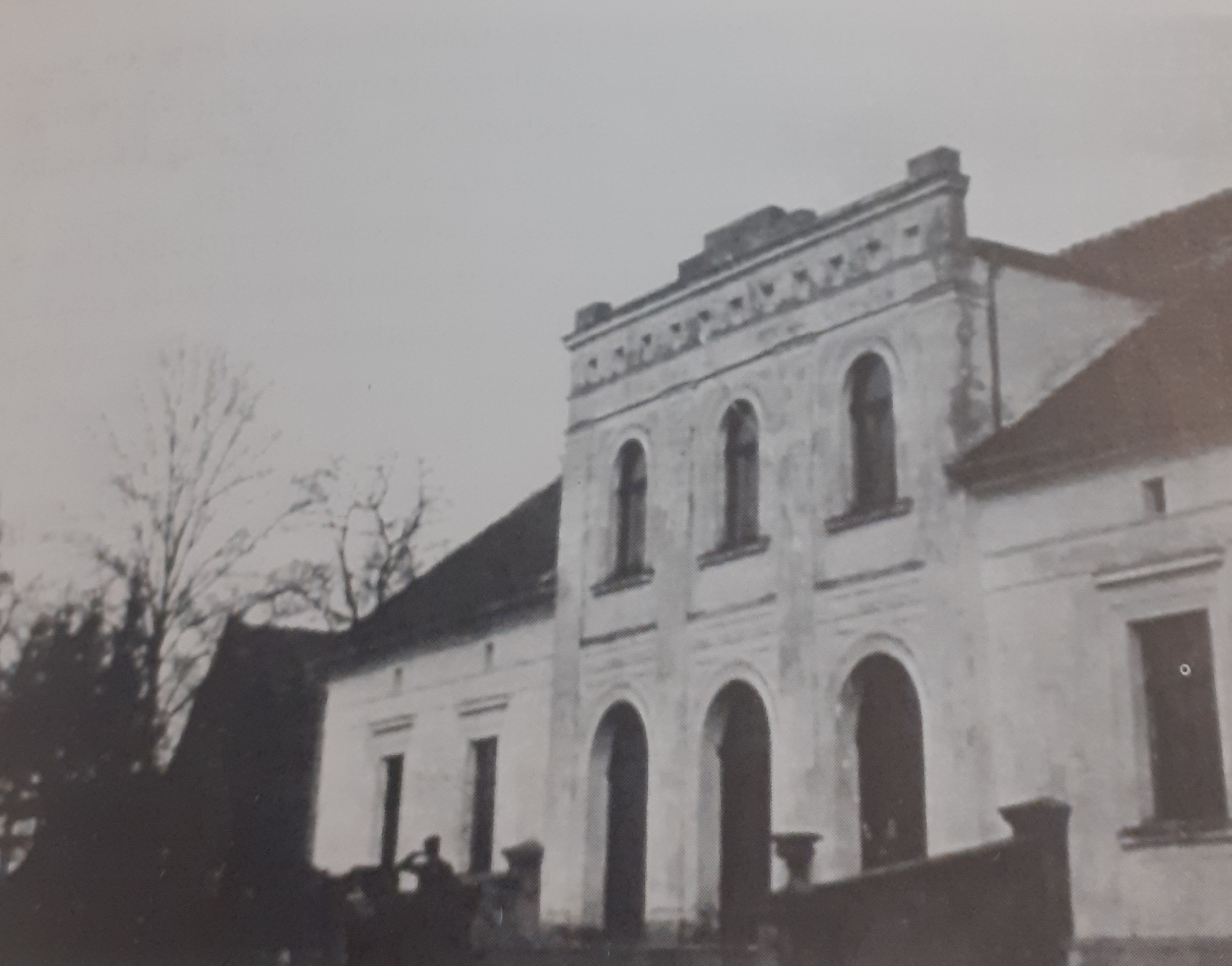
pałac w Wabczu stan z około 1930 roku, zbudowany w XIX wieku

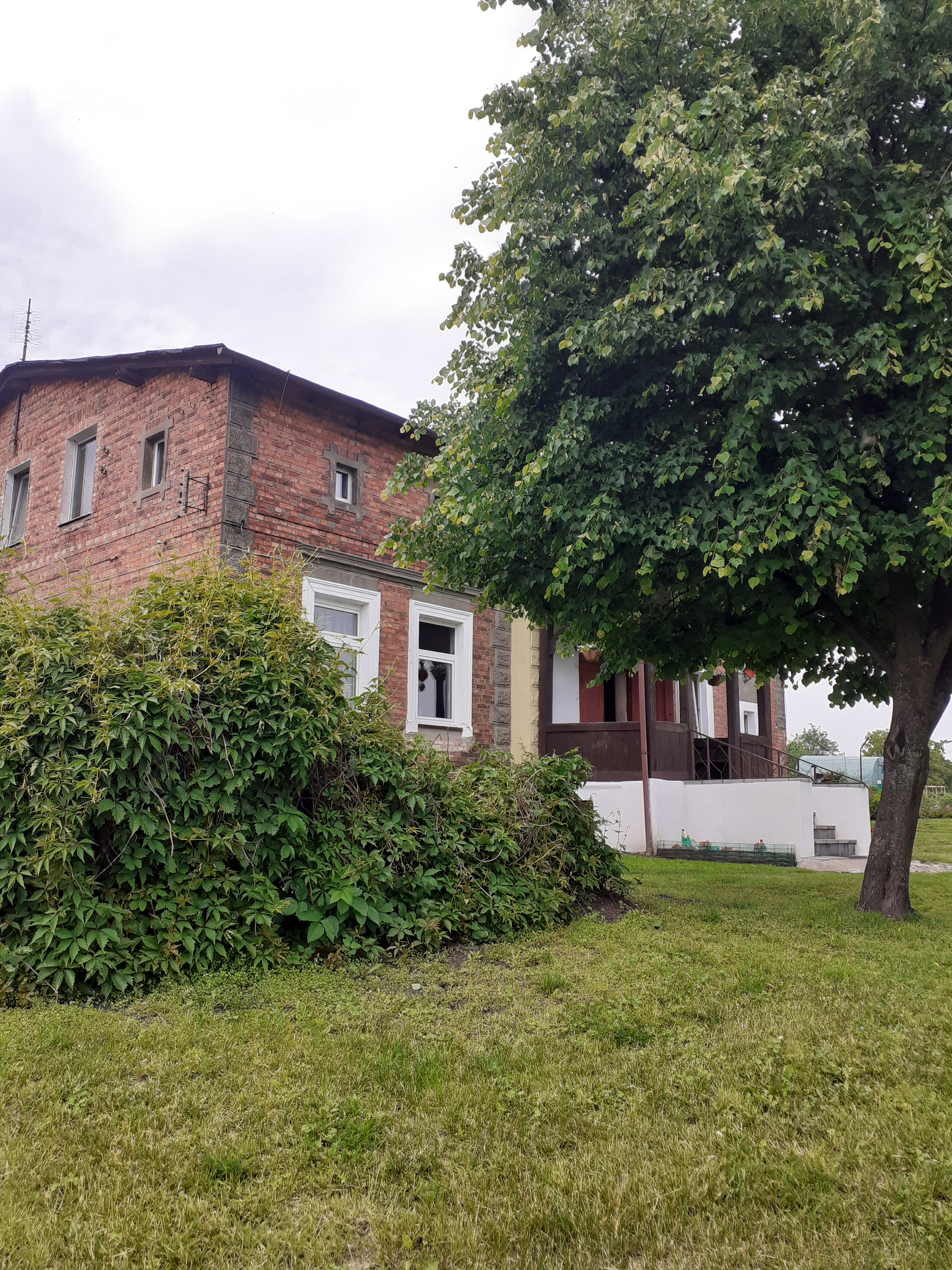
dom w Wabczu 1889 r.

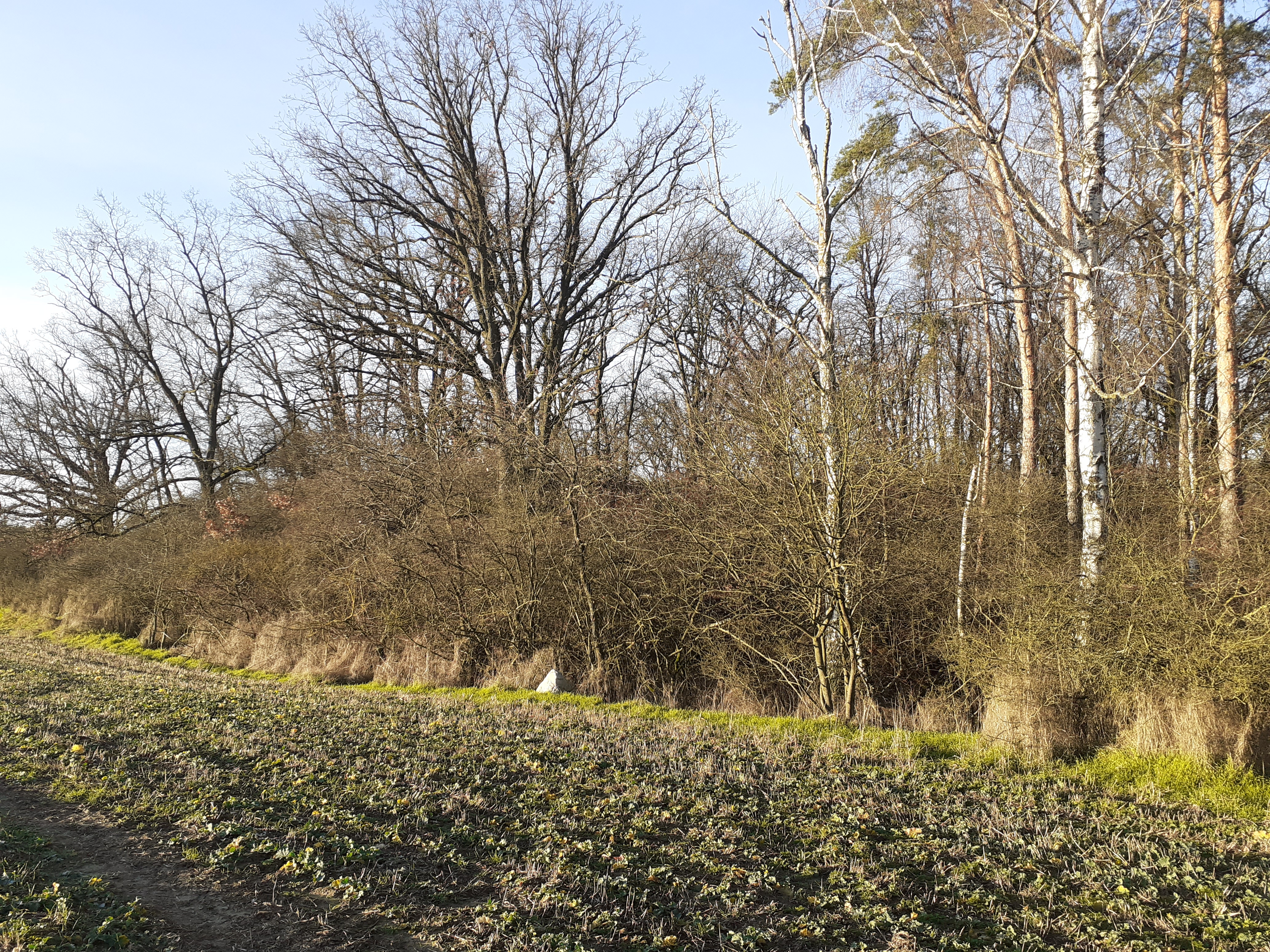
Grodzisko w Wabczu "Poganka"

W rejestrze zabytków NID na listę zabytków wpisane są:
- kościół parafialny pw. św. Bartłomieja, XIII w.[7], 1706, nr rej.: A/292 z 30.11.1929
- park dworski, k. XIX w., nr rej.: A/472 z 6.03.1985.

W Wabczu znajduje się zabytkowy kamienno-ceglany gotycki kościół pod wezwaniem św. Bartłomieja i św. Anny (koniec XIII w., przebudowa w XIX w.). Oryginalna gotycka belka tęczowa z czasu powstania budowli. Wewnątrz wyposażenie w stylu barokowym z I połowy XVIII w. oraz rokokowe z II połowy XVIII w. Wieża południowa z 1. połowy XIV w. – z krenelażem i nakryta ceglanym hełmem.
We wsi istnieją także pałac (XIX w.), gorzelnia (trzecia ćwierć XIX w.), druga gorzelnia (1909), dom folwarczny (1889), stajnia (1900), kaplica grobowa Slaskich (XIX w.), stara szkoła początek XIX w., organistówka (XIX w.), cmentarz przykościelny (początek XIX w.), cmentarz parafialny (XIX w.), plebania (XIX w.), budynek 1890,dom początek XX w., kuźnia (1900) i spichlerz (połowa XIX w.). W okolicy znajduje się grodzisko wyżynne wczesnośredniowieczne zwane Poganką.

## Związani z miejscowością
W Wabczu urodził się Albin Nowicki – nauczyciel, polityk, kronikarz i poliglota, jego bratem  również urodzonym w Wabczu był ksiądz katolicki Biblista tłumacz Pisma Świętego Paweł Nowicki, ich ojcem był nauczyciel Piotr Nowicki, który w 1875 roku został kierownikiem szkoły w Wabczu (odznaczony w 1930 roku Złotym Krzyżem Zasługi). W Wabczu gospodarowali działacze pomorscy Kazimierz Slaski i jego syn Witold Slaski.

## Historia
Osiem tysięcy lat p.n.e. przez teren ziemi chełmińskiej, do której należy też Wabcz, wędrowały ludy koczownicze. Pierwsze osady na tym terenie powstały około 4600–1800 lat p.n.e. W okolicy Wabcza natrafiono na gładkie siekierki z krzemienia pasiastego. Przełom neolitu i brązu przyniósł załamanie osadnictwa. Dopiero około 1300–1000 r. p.n.e. nastąpiło jego ożywienie. Pomiędzy Wabczem a Łyńcem odnaleziono urny gliniane ze szczątkami zmarłych.
W czasie Imperium Rzymskiego przebiegał blisko Wabcza szlak bursztynowy. Z tego okresu znaleziono w Wabczu monety rzymskie: srebrny denar cesarza Wezpazjana oraz denar jego syna Tytusa. Około 1 km na zachód od Wabcza, na brzegu lasu znajduje się grodzisko zwane Poganką, zamieszkałe w X i XI wieku. Grodzisko jest zbliżone do regularnego owala o powierzchni 5700 m². Grodzisko najprawdopodobniej wchodziło w skład monarchii piastowskiej.
Na przestrzeni dziejów miejscowość występuje pod nazwami: Wabcz, Wabsko, Wapcz, Wabsk, Wapchk, Vapscum, Wopitz, Wopicz, Wapicz, Wipzk, Wapzk, Wobcz. W 1222 r. miejscowość jest po raz pierwszy wzmiankowana przez Konrada Mazowieckiego jako Wabsko. W 1226 roku Konrad Mazowiecki nadał dobra książęce w ziemi chełmińskiej zakonowi krzyżackiemu, przy tym nie wyrzekał się praw zwierzchnictwa nad tym terytorium; dokument ten nie obejmował dóbr kościelnych i rycerskich. Krzyżacy jednak dokument sfałszowali i zajęli całą ziemię chełmińską. W 1288 roku mistrz krajowy odnowił lokacje wsi i wiemy też z dokumentu, że w 1288 roku stał już murowany kościół. Konserwatorzy zajmujący się budowlą określają, że kościół mógł powstać już w XII w. Chłopi z Wabcza za czasów Krzyżackich za użytkowanie ziemi płacili od łana czynsz Krzyżakom 3 wiardunki i 2 kury.
Komtur starogrodzki był właścicielem Wabcza do wojny trzynastoletniej. Po wojnie Wabcz powrócił do Polski i Aleksander Jagiellończyk nadał Wabcz biskupom chełmińskim. W 1516 roku biskup chełmiński Jan Konopacki w drodze wymiany oddał Wabcz chorążemu Howrekowi ze Smoląga. Potomkowie Howreka przyjęli nazwisko Wapczyńscy i pieczętowali się herbem Leliwa. W rękach Wapczyńskich dobra szlacheckie pozostały do 1682 roku. W 1682 roku Wabcz należy do trzech rodzin: Konojadzkich, Orłowskich i Rudnickich.
W 1700 roku całe dobra w Wabczu są już własnością Konojadzkich herbu Prawdzic. Żoną Konojadzkiego była Anna z domu Wapczyńska, która była fundatorką kaplicy przykościelnej w Wabczu. Jej córka Maryna wyszła za Ignacego Działowskiego, który w 1728 roku wszedł w posiadanie części Wabcza. Druga część należała od 1745 roku do Stanisława Wapczyńskiego. Później Ignacy Działowski w 1776 roku przejął cały Wabcz, w dalszym okresie oddał go najstarszemu synowi Szymonowi Działowskiemu, który posiadał wiele majątków w ziemi chełmińskiej.Według spisu Pruskiego z 1772 w Wabczu mieszkało 236 mieszkańców, hodowano w tym czasie 58 koni,101 świń, 95 szuk bydła, 351owiec W 1789 roku Wabcz liczył 39 domów. Po śmierci Szymona Działowskiego dobra w Wabczu odziedziczyła jego córka Cecylia Elżbieta, która wyszła za Jakuba Wilksyckiego herbu Nałęcz. W XIX wieku wyodrębniono z majątku ziemskiego Wabcz na terenie północnej części Wabcza ziemie dla nowych mieszkańców dając początek nowej miejscowości Wabcz Abbau (Wabcz Wybudowanie) współcześnie Wabcz Kolonia.
W Wabczu odbywały się nabożeństwa żałobne w intencji poległych w wydarzeniach 1860–1861, śpiewano pieśni patriotyczne. 10 lutego 1863 władze pruskie aresztowały proboszcza z Wabcza, patriotę Ignacego Tamowskiego oraz Jana Tchorzewskiego, plenipotenta Wilkxyckich, karczmarza Lewandowskiego i Sadowskiego. Później w 1864 roku osadzono do więzień następnych ludzi z Wabcza: nowego karczmarza Wojciechowskiego i czeladnika Piątkowskiego, którym zarzucono werbowanie ochotników do powstania. W 1906 roku doszło w Wabczu do strajku dzieci z inicjatywy rodziców, dzieci przestały odpowiadać po niemiecku. Najbardziej aktywnych rodziców aresztowano, a dzieci pobito.
17 lipca 1874 roku majątek w Wabczu kupił Franz Hover von Kobyliński z Kijewa za 180 000 talarów. Później sprzedał majątek Kazimierzowi Slaskiemu z Orłowa, 8 czerwca 1886 roku za 766481 marek. Slascy byli zasłużonymi działaczami niepodległościowymi na Pomorzu. Po jego śmierci majątek przejął jego syn patriota Witold Slaski, który zmarł w 1923 roku. Ostatnią dziedziczką Wabcza była córka Witolda Slaskiego Ludwika Maria Helena Slaska po mężu Łoś, wyszła za mąż w 1932 roku za Tadeusza Łosia. Po wybuchu II wojny światowej opuściła Wabcz, po wojnie władze komunistyczne nie pozwoliły jej wrócić do majątku, zmarła 2 lutego 1951 roku w Londynie.
Do lat 30. XX wieku nie było w Wabczu gospodarstw rolnych oprócz sąsiedniego Wabcza-Kolonii. Ziemia w Wabczu należała do majątku ziemskiego Wabcz oraz parafii Wabcz. W latach 30. XX wieku wskutek przedwojennej reformy rolnej wykupiono część majątku dla nowych rolników.
W 1939 roku po wybuchu II wojny światowej aresztowano proboszcza z Wabcza Maksymiliana Putynkowskiego. Niemcy z selbschutzu zamordowali go później w Klamrach, przez pewien czas parafia była zamknięta. W czasie II wojny światowej Niemcy w majątku ziemskim w Wabczu osadzili kolonistę niemieckiego Hugo Schulza. Ukradli z Wabcza część ksiąg parafialnych, dzwony, kielichy mszalne oraz pacyfikał. Przerażeni tym postępowaniem okupantów mieszkańcy na czas wojny ukryli w bezpiecznym miejscu figurę ołtarzową św. Anny. Podczas okupacji działała w Wabczu konspiracyjna organizacja PAP (Polska Armia Powstańcza), która podlegała komendzie w Chełmnie, kierowanej przez Alfonsa Klementowskiego. W czasie II wojny światowej miejscowość posiadała status majątek. W latach 1939 - 1942 dotychczasową nazwą wsi było Wabcz, lecz po przeprowadzonej zamianie nazw miejscowości w Okręgu Rzeszy Gdańsk-Prusy Zachodnie, w latach 1942 - 1945 nazywała się Wabsch.
Pod koniec wojny Rosjanie w wabczańskim pałacu urządzili szpital. Po II wojnie światowej majątek Ludwiki Marii Heleny Łoś rozparcelowano, mniejszą część dano osadnikom, a z większej części utworzono Państwowe Gospodarstwo Rolne.
27 sierpnia 2022 r., z okazji obchodów 800-lecia Wabcza, odsłonięto tablicę upamiętniającą pierwszą wzmiankę o miejscowości (1222 r.).

## Legenda
Z grodziskiem w Wabczu, zwanym "Poganką", związana jest legenda, która mówi, że wódz pogański na czas wyprawy wojennej zostawił swoją córkę pod opiekę zaufanego rycerza. Ten jednak uwiódł córkę wodza i młodzi ukryli się w Pogance. Po powrocie wodza jego córka wraz z rycerzem bronili się przed nim w grodzisku, ostatecznie wódz zdobył grodzisko a młodych ukarał śmiercią. Mieczysław Orłowicz uważał, że legenda może być reminiscencją historycznych wydarzeń, które doprowadziły do upadku grodu w Wabczu – najprawdopodobniej gród najechali Prusowie.

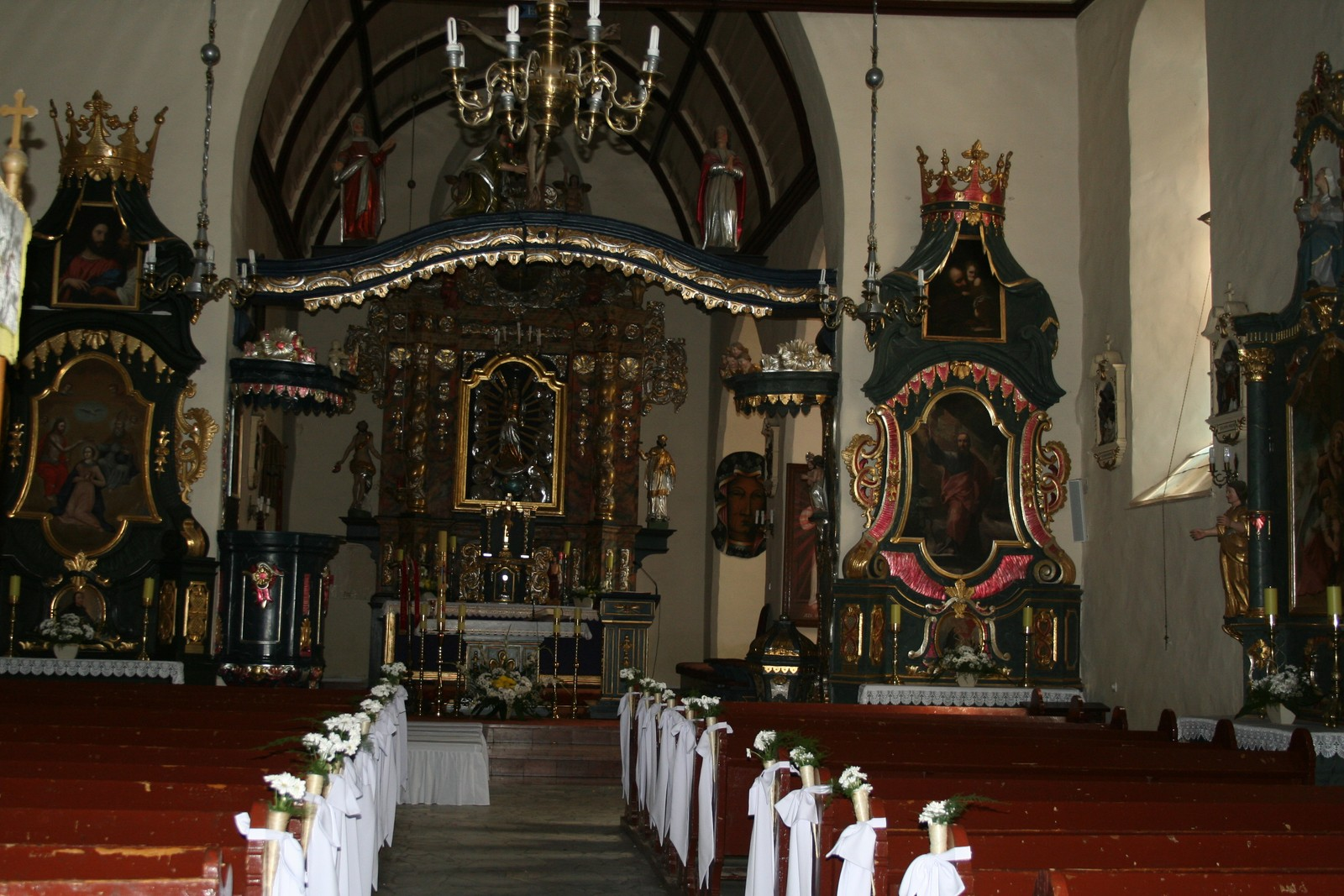
Wnętrze kościoła
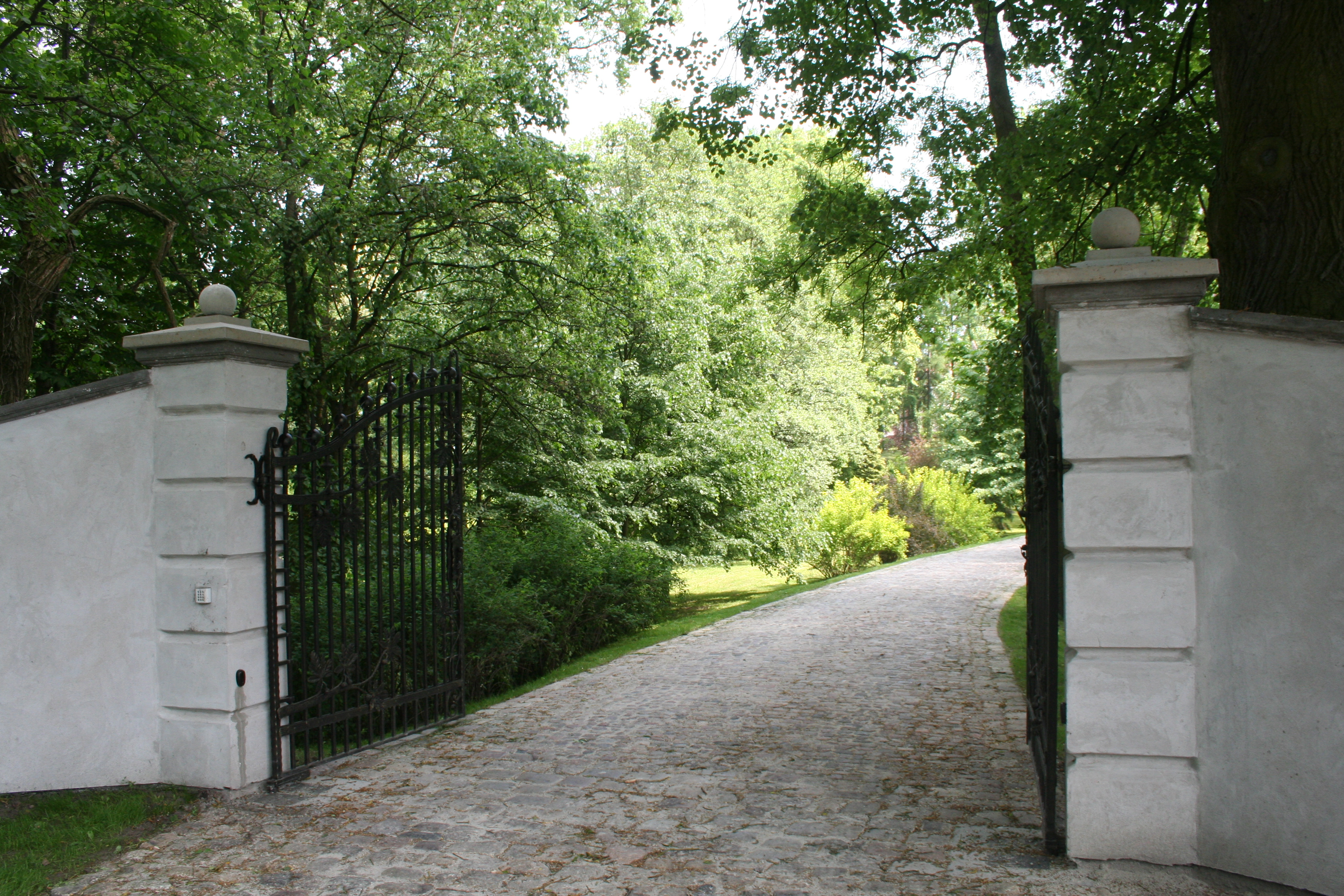
Brama do parku dworskiego
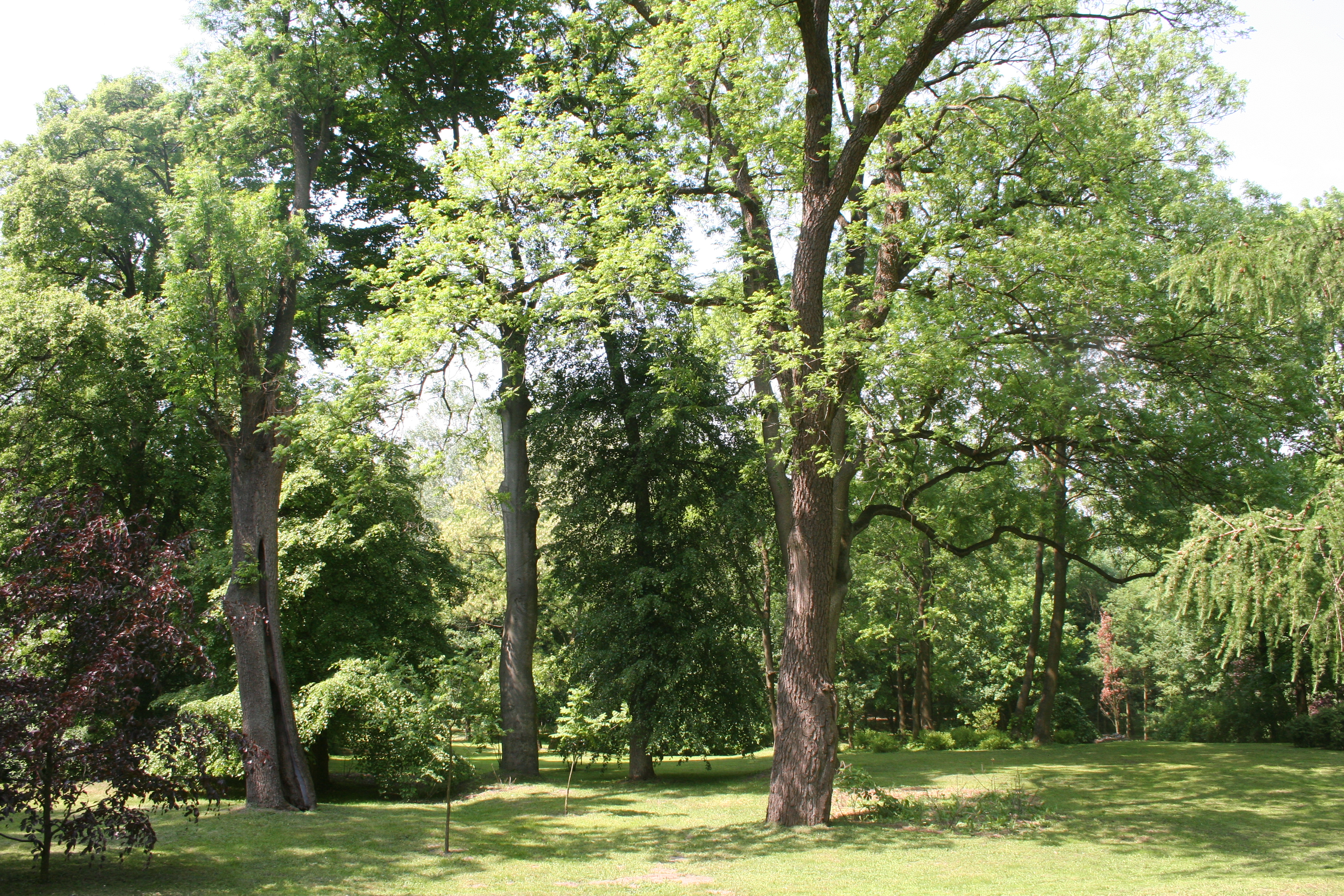
Park dworski
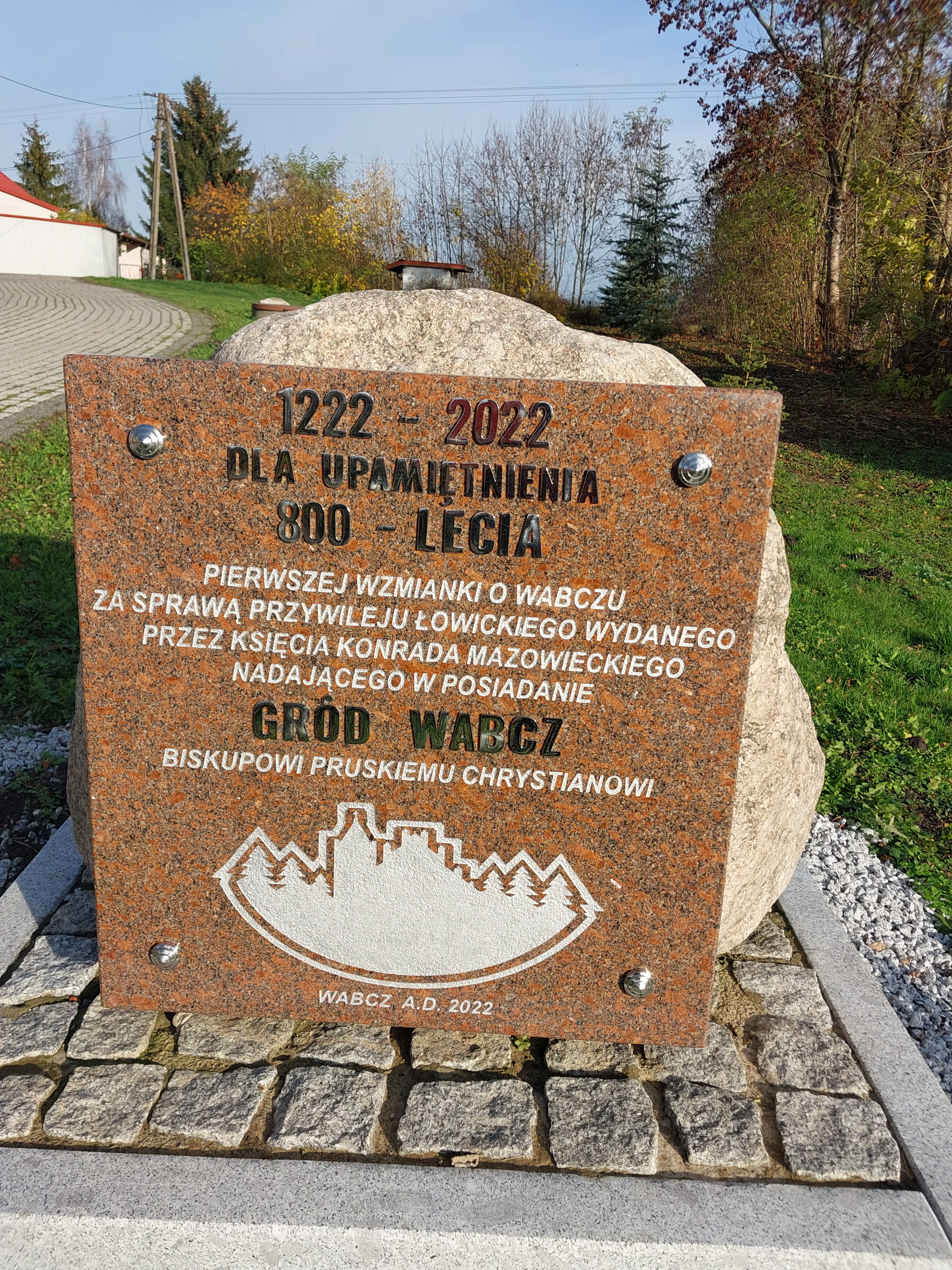
Tablica upamiętniająca 800-lecie pierwszej wzmianki o Wabczu
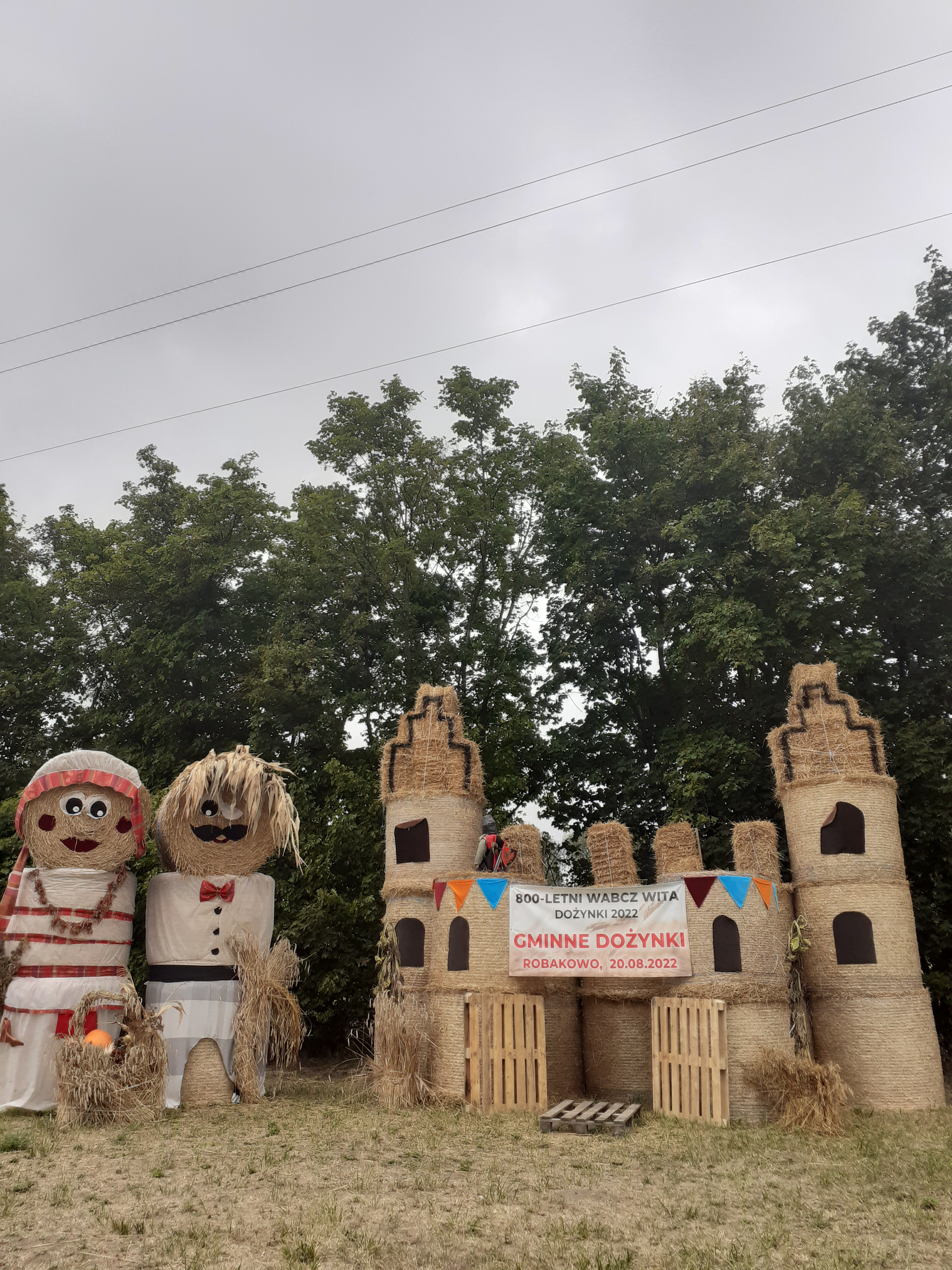
Obchody 800-lecia Wabcza